# Turn It On Again: The Tour
Turn It On Again: The Tour è un tour dei Genesis svoltosi nel 2007. Fu il ritorno in attività del gruppo dopo nove anni di pausa e vide anche il rientro in formazione del batterista e cantante Phil Collins, che aveva abbandonato la band nel 1996.

## Storia

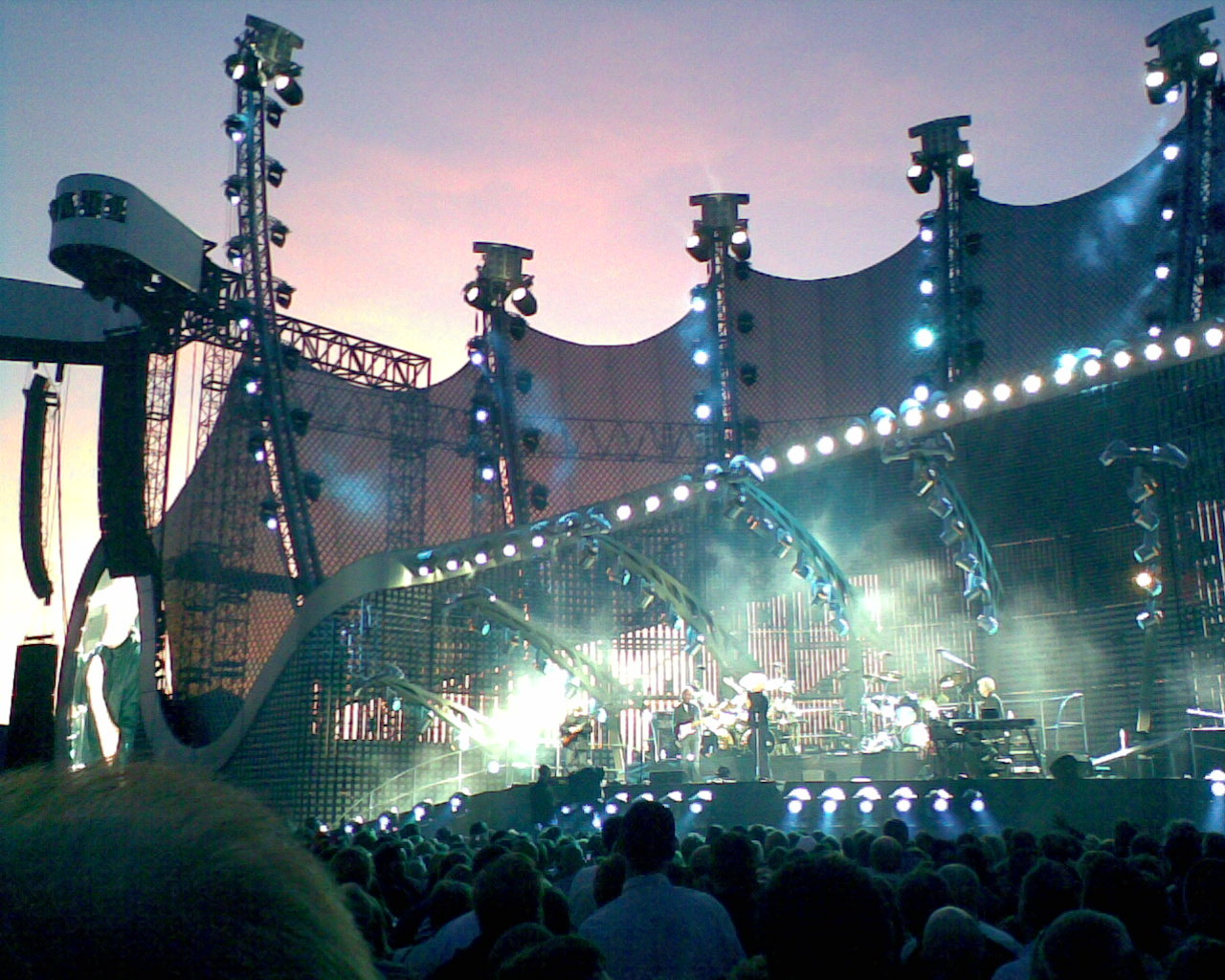
I Genesis durante The Carpet Crawlers

Tony Banks, Phil Collins e Mike Rutherford annunciano il ritorno dei Genesis il 7 novembre 2006. Collins nell'occasione definisce il tour una "selezione di concerti". Inizialmente i tre volevano riunire la band originaria, quella a 5 componenti: Steve Hackett e Peter Gabriel si dicono dapprima disponibili, ma in seguito Gabriel rinuncia. Il progetto di eseguire un tour sulle orme di The Lamb Lies Down on Broadway cade e a questo punto la partecipazione di Hackett è inutile. Saranno ancora Daryl Stuermer e Chester Thompson ad accompagnare il trio.
Il tour viene diviso in due parti: in Europa e in Nord America. Il tour europeo inizia in Finlandia, a Helsinki, l'11 giugno 2007, per finire a Roma, in Italia, il 14 luglio dello stesso anno, dopo avere dato spettacolo in altre 10 nazioni. Il tour americano invece inizia il 7 settembre a Toronto, Canada, per finire il 13 ottobre a Los Angeles negli Stati Uniti. All'inizio di giugno 2007 viene annunciato che la band collaborerà con il team Encore Series di TheMusic.com per registrare ogni concerto del tour europeo (e successivamente anche americano) e farne un album a doppio disco, uscito nel 2008, Live Over Europe 2007. Sono comunque disponibili le registrazioni distinte di ogni concerto.
Il produttore Nick Davis conferma che sia CD che DVD comprenderanno l'intero concerto, ma mentre il video riguarderà il concerto a Roma, il CD non comprenderà le parti parlate da Collins tra una canzone e l'altra.
Il concerto di Düsseldorf, il 27 giugno, viene trasmesso, in alta definizione e in Dolby Surround 5.1, in diretta nei cinema di Regno Unito, Spagna e Svezia.

## Tracklist ufficiale
La prima conferenza stampa rivela alcune informazioni sulle canzoni suonate: i Genesis parlano di eseguire grandi successi dal 1973 in poi, escludendo pertanto i primi quattro album in studio e le produzioni post-Collins, cioè i brani contenuti in Calling All Stations. La lista ufficiale verrà resa nota dopo le prove generali tenutasi a Bruxelles, in Belgio.
1. Duke's Intro
2. Turn It On Again
3. No Son of Mine
4. Land of Confusion

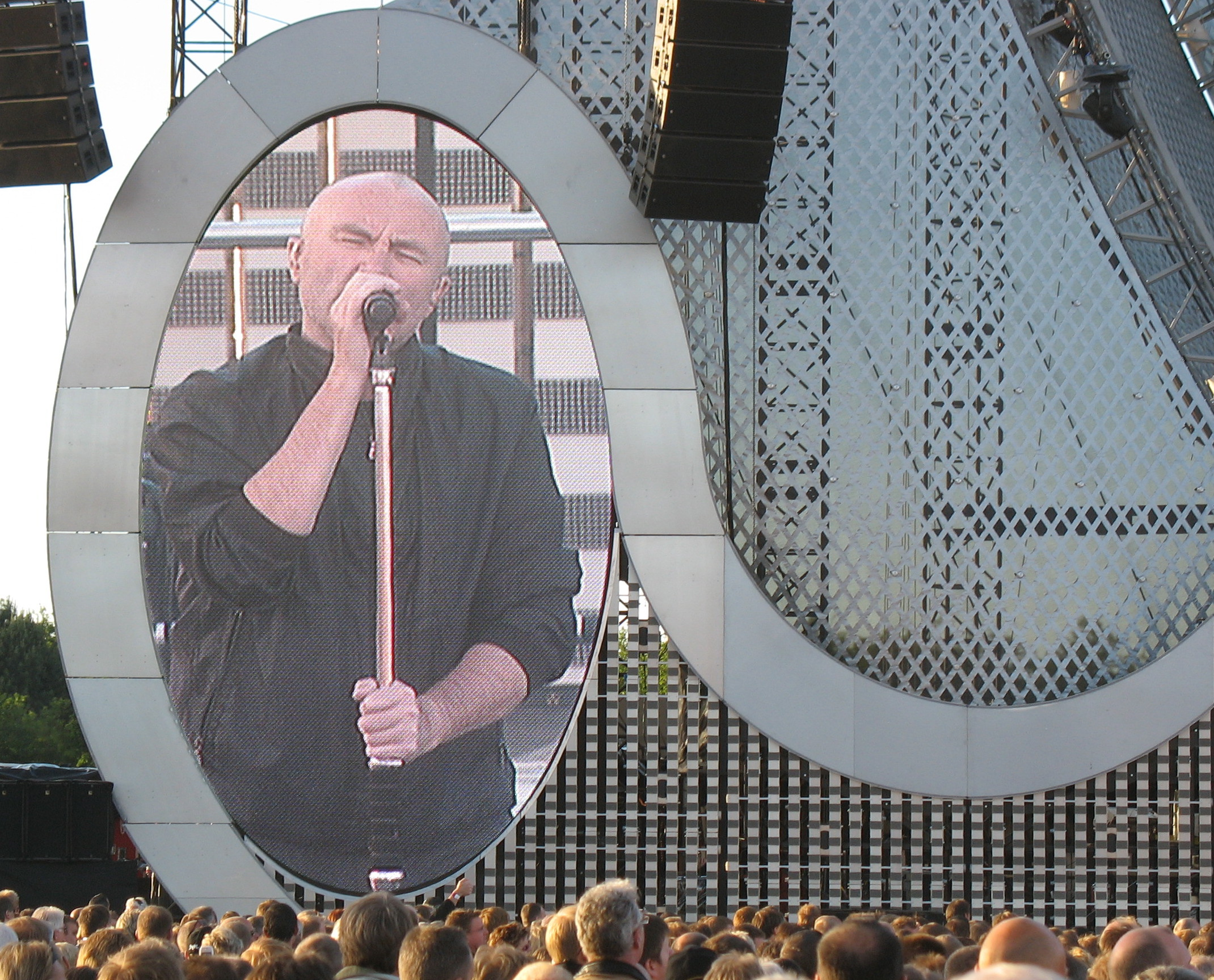
Phil Collins da uno dei due schermi ovali ai lati del palco

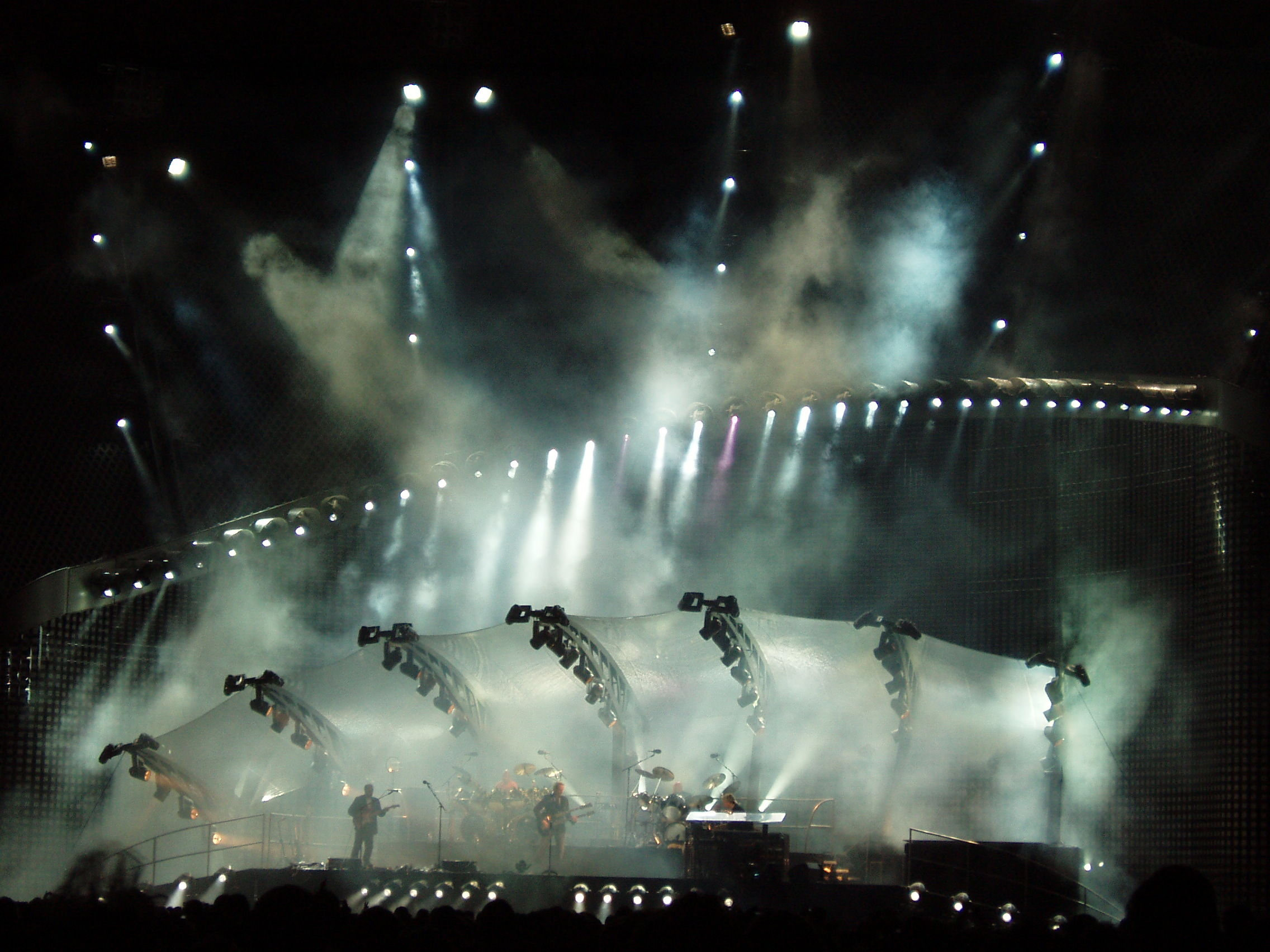
I Genesis durante Los Endos

5. In the Cage con estratti da The Cinema Show e Duke's Travels
6. Afterglow
7. Hold on My Heart
8. Home by the Sea/Second Home by the Sea
9. Follow You Follow Me
10. Firth of Fifth
11. I Know What I Like (In Your Wardrobe)
12. Mama
13. Ripples
14. Throwing It All Away
15. Domino
16. Conversations with Two Stools (duetto di batteria)
17. Los Endos
18. Tonight, Tonight, Tonight
19. Invisible Touch
20. I Can't Dance
21. The Carpet Crawlers

La stessa lista è stata eseguita sia nel tour europeo che in quello americano, nonostante Tony Banks abbia parlato di inserire In Too Deep al posto di Ripples. L'unica eccezione è avvenuta il 12 ottobre all'Hollywood Bowl, quando le ultime due canzoni sono state eliminate a causa di problemi alle tastiere dati dalla forte pioggia.
Il duetto di batteria inizia su due sgabelli, poi gradualmente i due batteristi si spostano verso le batterie. L'idea è venuta perché Collins e Thompson durante l'ideazione dei duetti provavano su uno sgabello, uno di fronte all'altro, nella camera d'albergo di Collins.

## Date

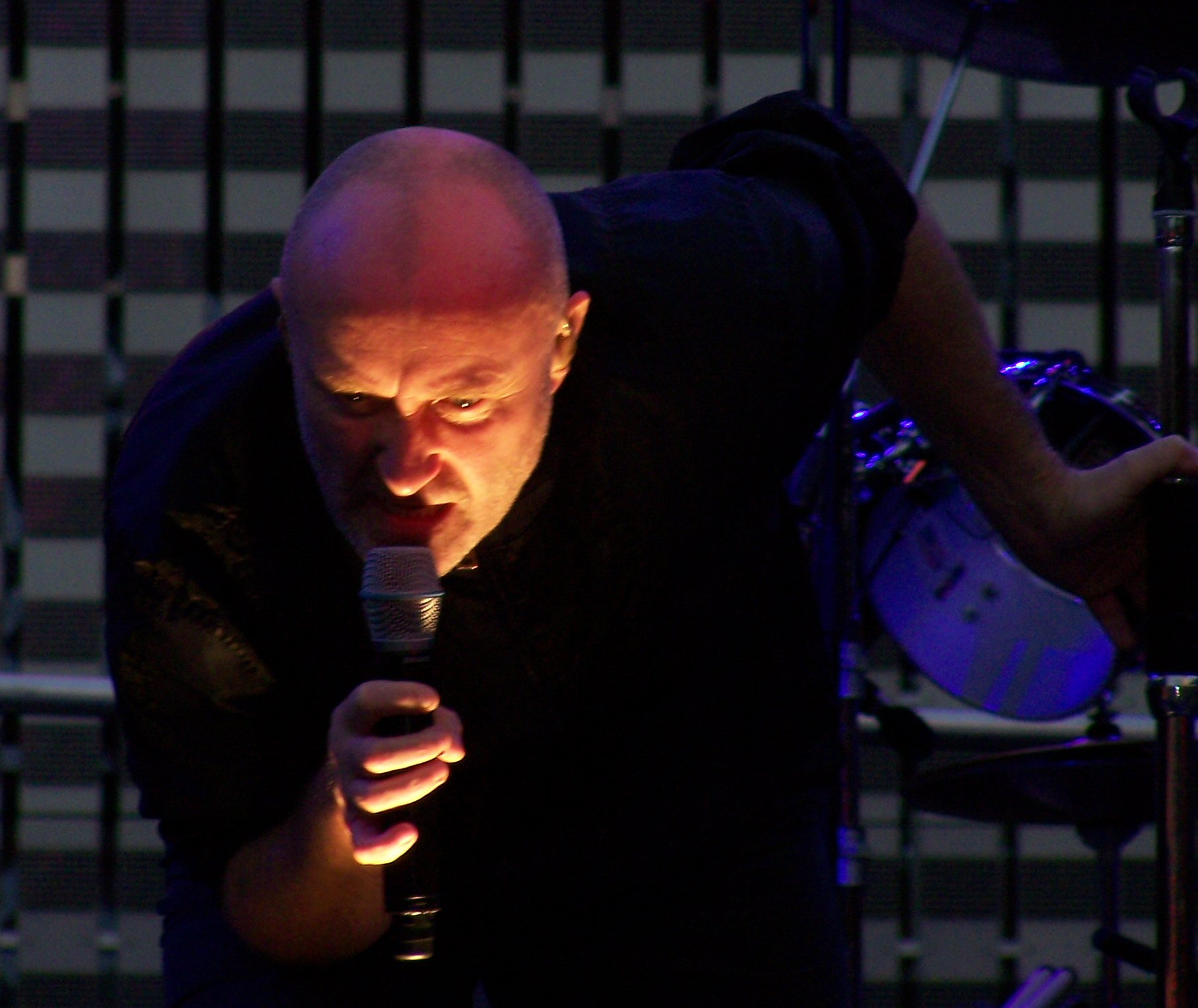
Phil Collins si china per il famoso ghigno di Mama

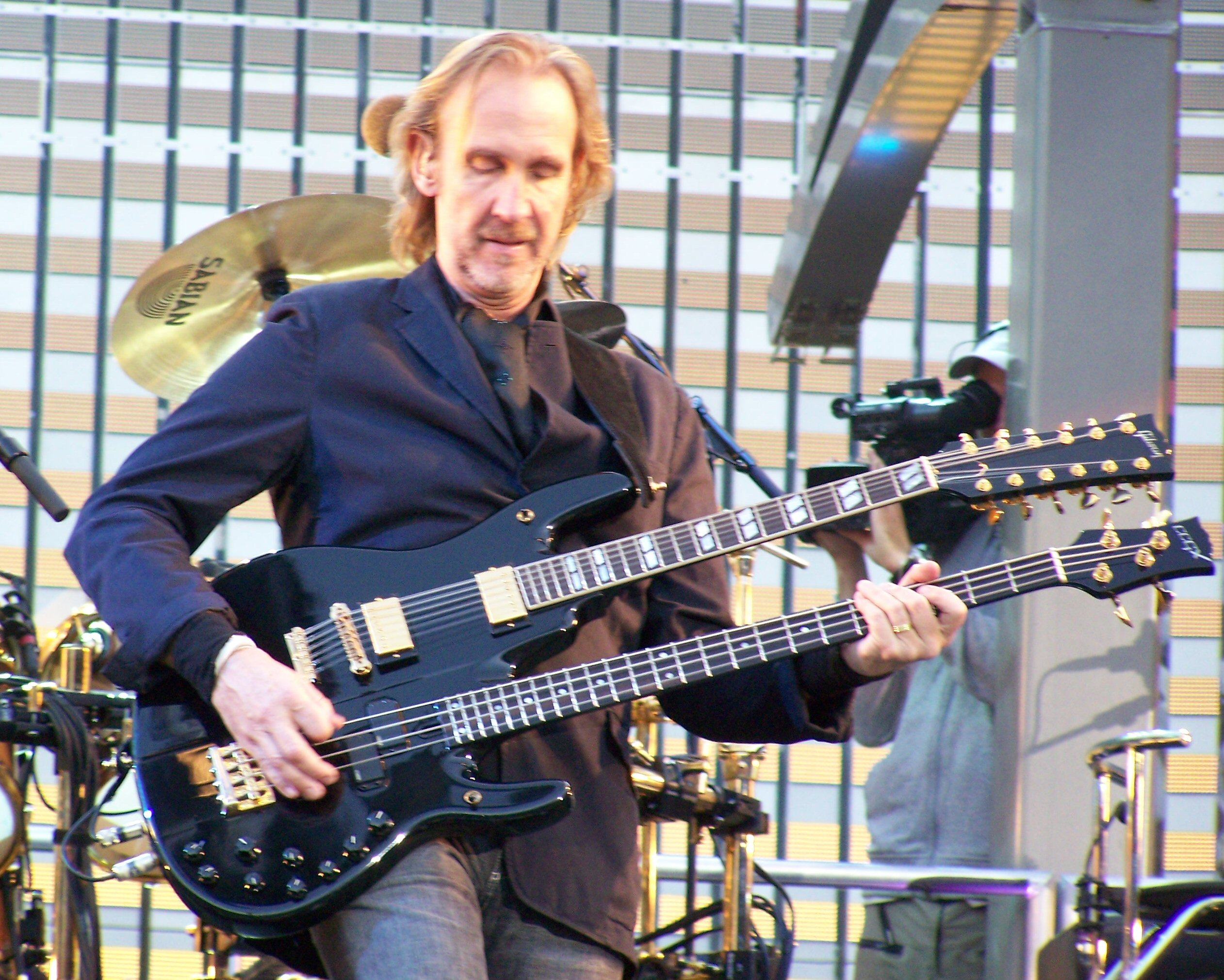
Mike Rutherford con il doppio manico basso 4 corde chitarra 12 corde

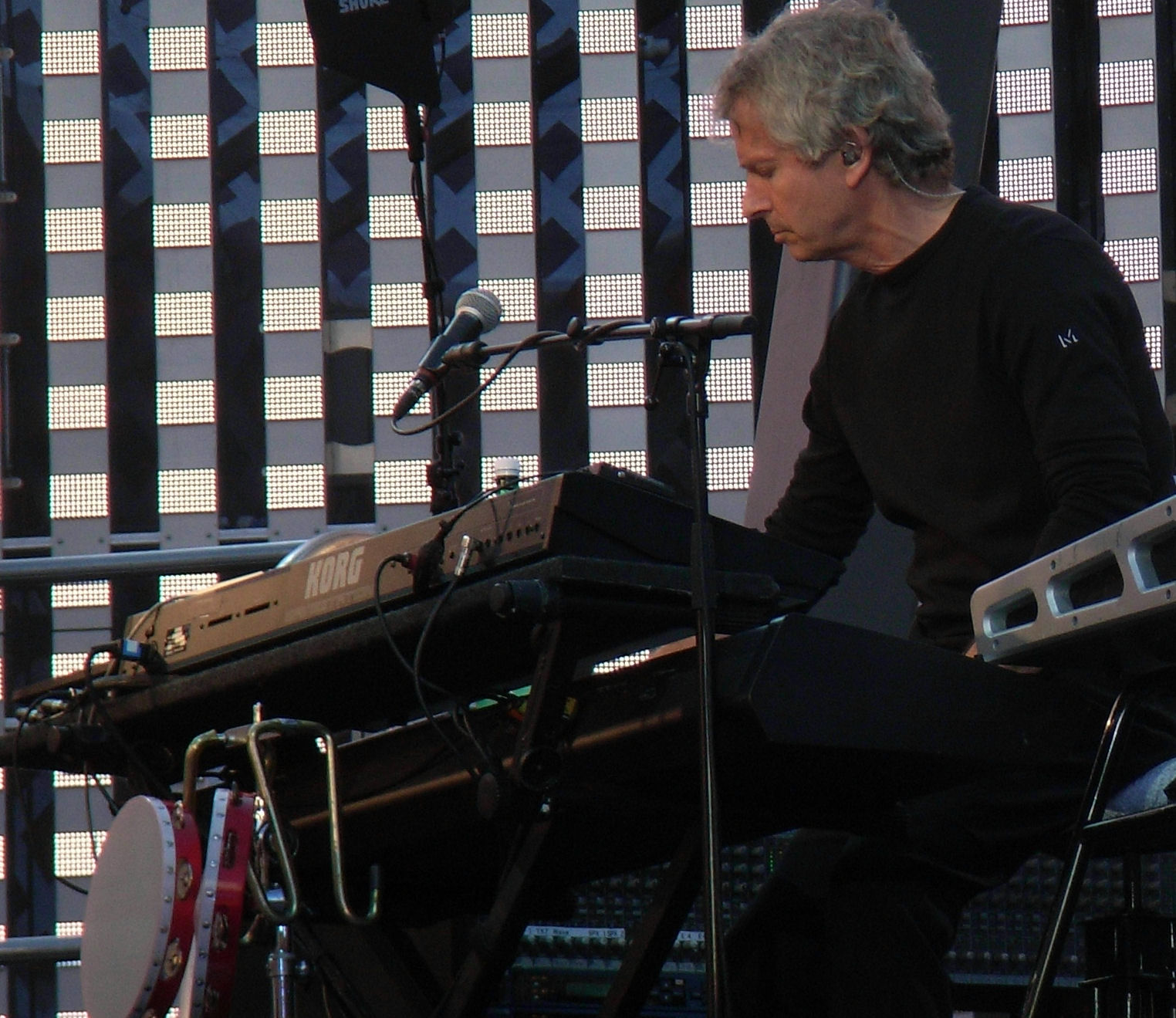
Tony Banks alle tastiere/sintetizzatore

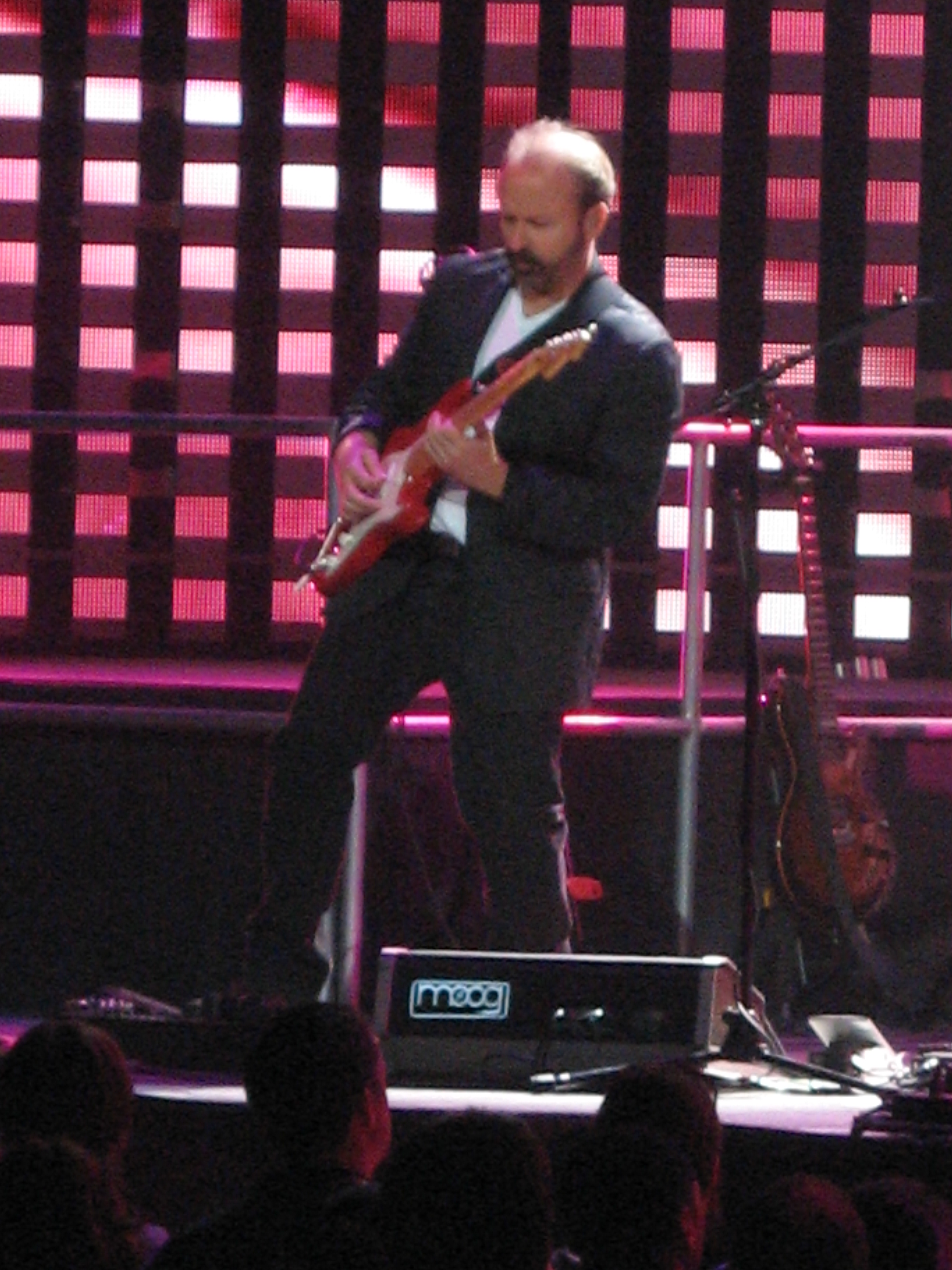
Daryl Stuermer durante Firth of Fifth

## Date[4][5]
| Europa            |                      |                       |                                   |
| 11 giugno 2007    | Helsinki             | Finlandia             | Olympic Stadium                   |
| 14 giugno 2007    | Herning              | Danimarca             | Messecenter                       |
| 15 giugno 2007    | Amburgo              | Germania              | AOL Arena                         |
| 17 giugno 2007    | Berna                | Svizzera              | Stade de Suisse                   |
| 19 giugno 2007    | Linz                 | Austria               | Gugl Stadium                      |
| 20 giugno 2007    | Praga                | Repubblica Ceca       | Sazka Arena's carpark             |
| 21 giugno 2007    | Katowice             | Polonia               | Stadion Ṡląski                    |
| 23 giugno 2007    | Hannover             | Germania              | AWD Arena                         |
| 24 giugno 2007    | Bruxelles            | Belgio                | Stade Roi Baudouin                |
| 26 giugno 2007    | Düsseldorf           | Germania              | LTU Arena                         |
| 27 giugno 2007    | Düsseldorf           | Germania              | LTU Arena                         |
| 28 giugno 2007    | Stoccarda            | Germania              | Gottlieb-Daimler-Stadium          |
| 30 giugno 2007    | Parigi               | Francia               | Parc des Princes                  |
| 1º luglio 2007    | Amsterdam            | Paesi Bassi           | Amsterdam Arena                   |
| 3 luglio 2007     | Berlino              | Germania              | Olympiastadion                    |
| 4 luglio 2007     | Lipsia               | Germania              | Zentralstadion                    |
| 5 luglio 2007     | Francoforte sul Meno | Germania              | Commerzbank Arena                 |
| 7 luglio 2007     | Manchester           | Regno Unito           | Old Trafford Football Stadium     |
| 8 luglio 2007     | Londra               | Regno Unito           | Twickenham Stadium                |
| 10 luglio 2007    | Monaco di Baviera    | Germania              | Olympic Stadium                   |
| 12 luglio 2007    | Lione                | Francia               | Gerland Stadium                   |
| 14 luglio 2007    | Roma                 | Italia                | Circo Massimo (concerto gratuito) |
| Nord America      |                      |                       |                                   |
| 7 settembre 2007  | Toronto              | Canada                | BMO Field                         |
| 8 settembre 2007  | Buffalo              | Stati Uniti d'America | HSBC Arena                        |
| 9 settembre 2007  | Pittsburgh           | Stati Uniti d'America | Mellon Arena                      |
| 11 settembre 2007 | Boston               | Stati Uniti d'America | TD Banknorth Garden               |
| 12 settembre 2007 | Albany               | Stati Uniti d'America | Times Union Center                |
| 14 settembre 2007 | Montréal             | Canada                | Olympic Stadium                   |
| 15 settembre 2007 | Ottawa               | Canada                | Scotiabank Place                  |
| 16 settembre 2007 | Hartford             | Stati Uniti d'America | Hartford Civic Center             |
| 18 settembre 2007 | Filadelfia           | Stati Uniti d'America | Wachovia Center                   |
| 19 settembre 2007 | Filadelfia           | Stati Uniti d'America | Wachovia Center                   |
| 20 settembre 2007 | Filadelfia           | Stati Uniti d'America | Wachovia Center                   |
| 22 settembre 2007 | Columbus             | Stati Uniti d'America | Nationwide Arena                  |
| 23 settembre 2007 | Washington           | Stati Uniti d'America | Verizon Center                    |
| 25 settembre 2007 | New York             | Stati Uniti d'America | Madison Square Garden             |
| 27 settembre 2007 | East Rutherford      | Stati Uniti d'America | Giants Stadium                    |
| 29 settembre 2007 | Cleveland            | Stati Uniti d'America | Quicken Loans Arena               |
| 30 settembre 2007 | Detroit              | Stati Uniti d'America | The Palace of Auburn Hills        |
| 2 ottobre 2007    | Chicago              | Stati Uniti d'America | United Center                     |
| 3 ottobre 2007    | Chicago              | Stati Uniti d'America | United Center                     |
| 4 ottobre 2007    | Chicago              | Stati Uniti d'America | United Center                     |
| 6 ottobre 2007    | Denver               | Stati Uniti d'America | Pepsi Center                      |
| 9 ottobre 2007    | San Jose             | Stati Uniti d'America | HP Pavilion at San Jose           |
| 10 ottobre 2007   | Sacramento           | Stati Uniti d'America | ARCO Arena                        |
| 12 ottobre 2007   | Los Angeles          | Stati Uniti d'America | Hollywood Bowl                    |
| 13 ottobre 2007   | Los Angeles          | Stati Uniti d'America | Hollywood Bowl                    |